# Georg Kerschensteiner
Georg Michael Kerschensteiner (Munique, 29 de julho de 1854 — Munique, 15 de janeiro de 1932) foi um pedagogista alemão. Discípulo de Pestalozzi, foi um dos criadores das escolas do trabalho.
Fundou uma pedagogia que valoriza a inteligência prática, em oposição ao intelectualismo de Herbart. Ele é também fundador de uma pedagogia orientada para o trabalho e o sucesso profissional.
Ele criou as escolas do trabalho, vendo no exercício de uma atividade a base do desenvolvimento da inteligência prática. Para ele, a pedagogia deve permitir que um saber se torne uma competência, única prova de  uma aquisição real deste saber. Ele recusa a oposição entre a formação geral e a formação profissional. Acredita que a inteligência não pode ser outra senão aquela que sabe pôr em prática, senão ela não passa de intelectualismo inútil.